# Фархентин (замок, Мекленбург-Передняя Померания)
Замок Фархентин (нем. Schloss Varchentin) — усадебно-замковый комплекс в селении Фархентин, в общине Грос-Пластен, в регионе Мекленбургское поозёрье, земля Мекленбург-Передняя Померания.

## История

### XIX век
Комплекс построен в 1847 году Огюстом де Мероном, архитектором швейцарского происхождения проживавшим в Гамбурге. За основу он взял стили английской и венецианской готики (стиль Тюдоров).
Заказчиком строительства выступил богатый гамбургский торговец Готлиб Йениш из рода Йенишей.
В 1875 году имение со всеми постройками перешло во владение графов фон Гроте. Причиной стал брак молодого графа на наследнице состояния Готлиба Йениша.

### XX век
Последним владельцем замка из графского рода оказался граф Фридрих Франц фон Гроте (1901–1942). Он был оберфюрером СС и погиб во время Демянской операции. Никто из его пятерых детей так и не смог стать владельцем замка Фархентин. Дело в том, что имение оказалось после завершения Второй мировой войны в Советской зоне оккупации Германии и было национализировано.
В середине 1945 года замок подвергся безжалостному разграблению. Во времена ГДР власти использовали комплекс для размещения беженцев, а позднее как школу лесного хозяйства и техники. Замок несколько раз ремонтировали. Но это была не полноценная реставрация и от прежней роскоши ничего не осталось. В целом строения серьёзно обветшали.
Через некоторое время после воссоединения Германии местные власти выставили замок Фархентин на продажу.

### XXI век
В начале 2006 года комплекс купил инвестор, который хотел отремонтировать Фархентин и превратить его в респектабельный гостиничный комплекс. Однако в 2008 году из-за финансовых проблем от этого проекта пришлось отказаться.
В 2015 году владелец решил продать замок и прилегающую территорию. В июле 2016 года здания, включая все хозяйственные постройки, а также окружающий парк приобрела ассоциация Varchentiner Schloss e.V.. Согласно заявлениям новых собственников замок, как памятник архитектуры, а также парк, должны были стать общедоступным пространством и использоваться в культурно-досуговых целях. Однако эта сделка оказалась отменена. До сентября 2018 года будущее замка оставалось неопределённым. Наконец комплекс и поместье были снова проданы в конце 2018 года.

## Описание
Просторное здание сознательно построено на неровной площадке. Согласно традициям готики Тюдоров фасады замка решены в асимметричном стиле с более высокими и более низкими частями здания. При этом как дань средневековью значительную роль во внешнем облике сооружения играют башни и декоративные зубчатые стены. Главное здания тянется почти строго с севера на юг.

## Замковый парк

### История парка
К комплексу с западной стороны примыкает охраняемый ландшафтный парк, выходящий небольшое озеро Кляйнер Фархентинер. Он был заложен ещё в 1838 году по инициативе Готлиба Йениша. Автором плана регулярного парка стал известный садовый художник Петера Йозефа Ленне. Обширный комплекс радует посетителей живописными видами.

### Мавзолей
Отдельной достопримечательностью является небольшой мавзолей, построенный в парке. В 1895 году эта усыпальница с тщательно продуманным каменным фасадом в стиле неоренессанс была создана для графа Адольфа фон Грота. Мавзолей расположен к югу от усадьбы и является частью парка. После Второй мировой войны это сооружение было варварски разграблено.

## Галерея

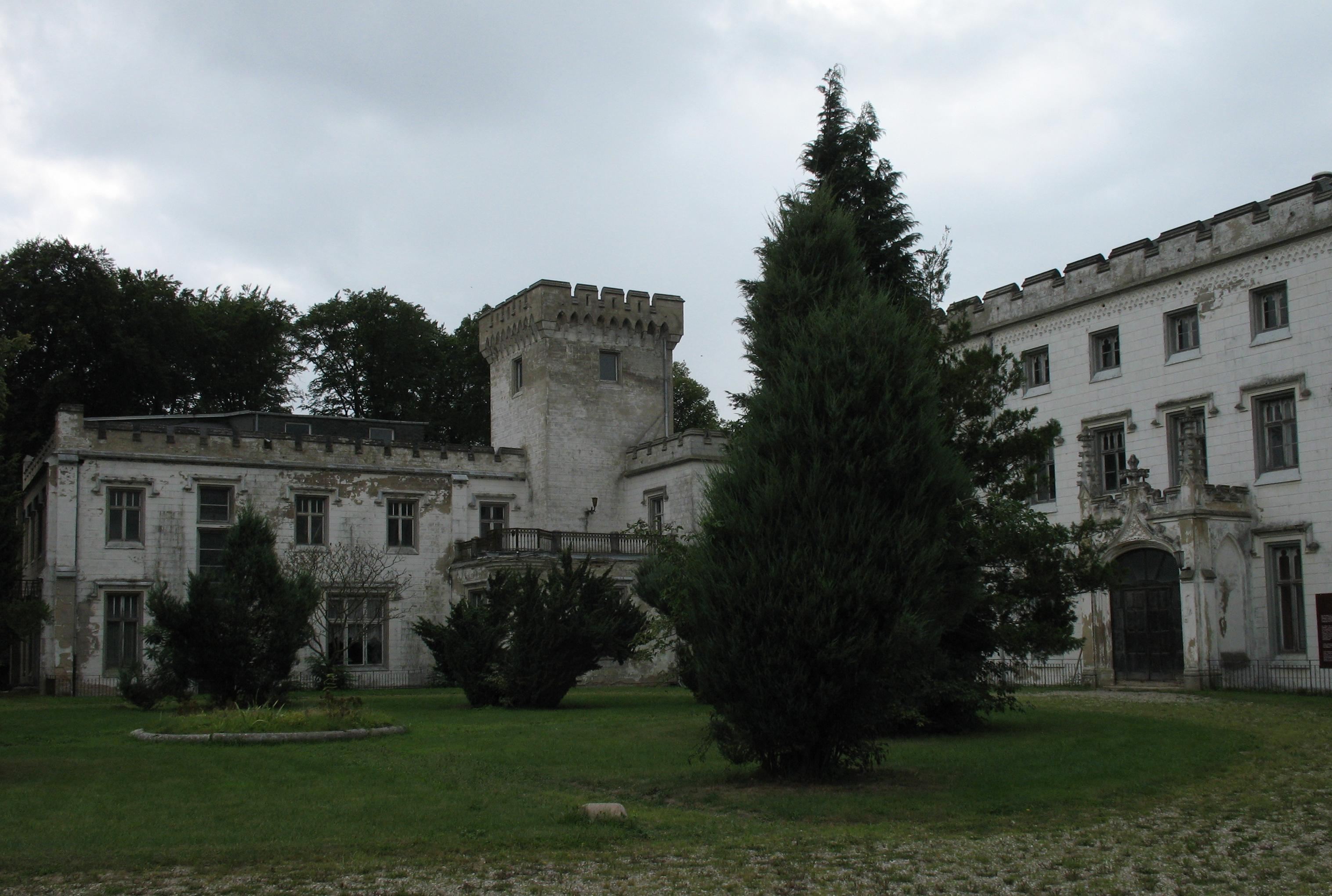
Вид замка с восточной стороны
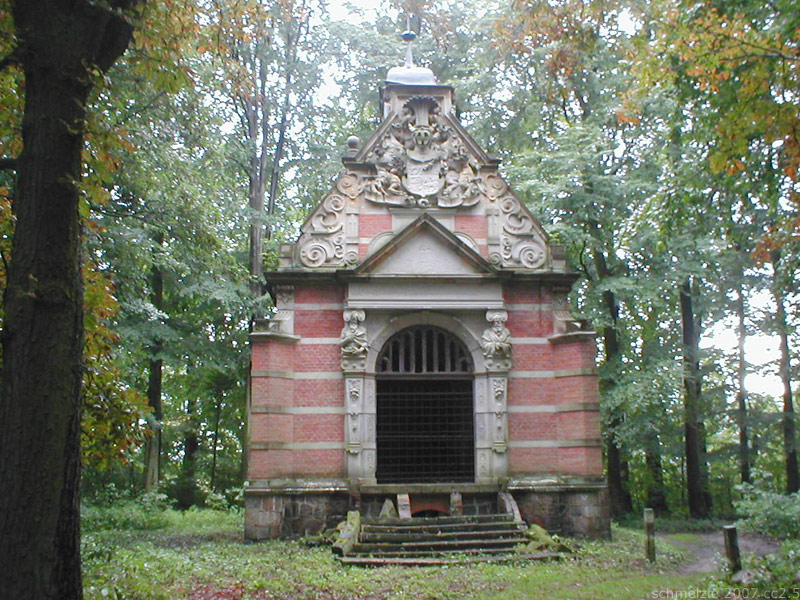
Мавзолей в парке
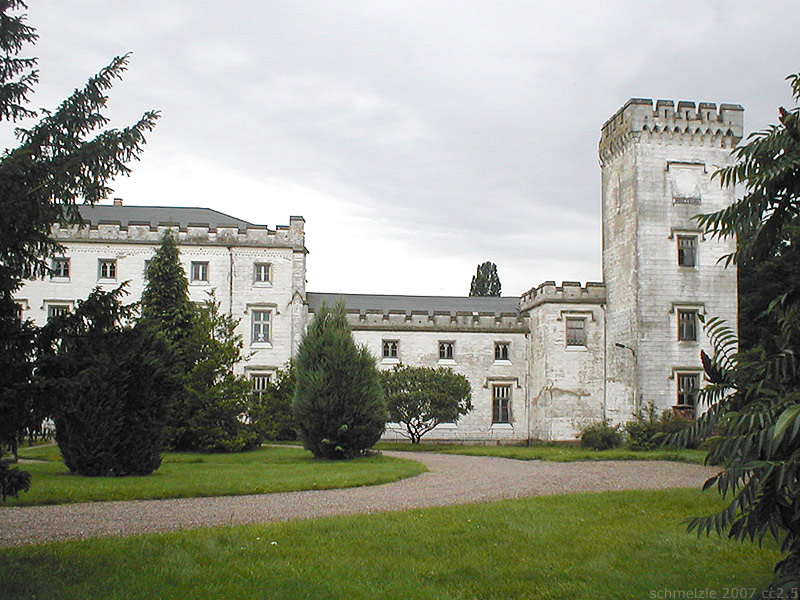
Фрагмент фасада замка